# حدیده (سوریه)
حدیده (به عربی: حدیدة)، یک منطقهٔ مسکونی در شهرستان تلکلخ در استان حمص در سوریه است.

## خصوصیات
حدیده، ۲٬۵۴۴ نفر جمعیت دارد.